# Lenguas papúes sudorientales
Las lenguas papúes sudorientales o lenguas de la Cola de Pájaro (Vogelkop) son una agrupación geográfica de una docena de lenguas papúes habladas en la Península "Cola de Pájaro" (península sudoriental de Papúa Nueva Guinea).

## Clasificación interna
Esta agrupación incluye a las lenguas koiari, las kwaleanas, las manubaranas, las yarebanas, las mailuanas y las daganas.
Algunos papuanistas creen que podrían formar un grupo filogenético dentro de las lenguas trans-neoguineanas (TNG), aunque eso no ha sido bien establecido que guarden un parentesco cercano con otros grupos dentro del TNG. Sin embargo, todas las lenguas sudorientales tienen en común la forma ya para 'vosotros', en lugar de formas derivadas del proto-TNG *gi. Las lenguas goilalanas son incluidas frecuentemente dentro de las lenguas papúes sudorientales, aunque es cuestionable su inclusión como lengua TNG.

## Comparación léxica
Comparación léxica:
| familia             | idioma                    | cabeza                                  | cabello                          | oreja                                 | ojo                                              | nariz           | diente                     | lengua                                | pierna                            | sangre            | hueso                | piel                       | pecho      |
| ------------------- | ------------------------- | --------------------------------------- | -------------------------------- | ------------------------------------- | ------------------------------------------------ | --------------- | -------------------------- | ------------------------------------- | --------------------------------- | ----------------- | -------------------- | -------------------------- | ---------- |
| Trans-New Guinea    | Proto-Trans-New Guinea    | *kobutu; *kV(mb,p)utu; *mUtUna; *mVtVna | *iti; *(nd,s)umu(n,t)[V]; *zumun | *ka(nd,t)(i,e)C; *kat(i,e)C; *tVmV(d) | *g(a,u)mu; *ŋg(a,u)mu; *(ŋg,k)iti [maŋgV]; *nVpV | *mundu; *mutu   | *magata; *maŋgat[a]; *titi | *balaŋ; *mbilaŋ; *me(l,n)e; *me(n,l)e | *kani(n); *k(a,o)ond(a,o)C; *kitu | *ke(ñj,s)a; *kesa | *kondaC; *kwata(l,n) | *gatapu; *(ŋg,k)a(nd,t)apu | *amu       |
| Goilalan            | Fuyug                     | hul ha; ondobe                          | are; hul haluma                  | gadolo                                | hul li; im                                       | hul hunga; unge | hul usi                    | hul asese                             | soga                              | tana              | hude                 | hul hoda; ode              | hul duda   |
| Goilalan            | Tauade                    | kɔrɔtɔ                                  | awutu                            | kepapaí                               | tavai                                            | ki:tʰ           | nɔtɔvai                    | aivi                                  | lɔ'vai                            | il'iví            | keniví               | kɔtipai                    | data       |
| Greater Binanderean | Proto-Binandere           | *ciro; *giti                            | *tu                              |                                       | *dibe; *diti                                     |                 | *di                        | *VwVwV                                |                                   | *ju; *or{a,o}rә   | *bobo; *wetu         | *tamә                      | *ami       |
| Koiarian            | Proto-Koiarian            |                                         | *fómo                            |                                       | *ni                                              | *uri            |                            |                                       |                                   | *taɣo             |                      | *vata                      | *amu       |
| Kwalean             | Proto-Kwalean (Ross)      |                                         | *iku(va)                         |                                       | *(u)bu(i)vi(ma)                                  | *ʒaʒore         | *vono(ne); *wano(ne)       |                                       |                                   | *ruu              | *esi(ne)             | *ahiri                     | *n(a)u(ne) |
| Kwalean             | Proto-Humene-Uare (Usher) |                                         | *igu                             |                                       | *ubuma                                           | *jajɔɾɛ         | *ɣɔnɔnɛ                    | *majanɛ                               | *ɔda                              | *ɾɔo̝              | *e̝tinɛ               | *ahe̝ɾe̝                     | *nuunɛ     |
| Manubaran           | Proto-Manubaran (Ross)    | *ada                                    | *weʔia                           | *ane-ma                               | *ne(u)                                           | *uru-ma         | *gade                      | *afie                                 | *[n,y]u-ka                        |                   | *nena                | *roʔ(o,a)                  |            |
| Manubaran           | Proto-Mount Brown (Usher) | *ada                                    | *u[w]e[t/k]a                     | *anema                                | *ne                                              | *uɾuma          | *gade                      | *api[j]e                              |                                   | *daweʔa           | *nena                | *ɾoʔo                      | *sisu      |
| Yareban             | Proto-Musa River          | *bo-tai                                 | *idi                             | *ome                                  | *nai-tai                                         | *iboʔo          | *ni[ʔ]o                    | *meana                                | *buɾi                             | *iwa              | *tai                 | *ope                       | *ama       |
| Mailuan             | Mailu (dialecto Ilai)     | ilolo                                   | liʔimu                           | ʔope                                  | ini                                              | durumu          | maʔa                       | goba                                  | ʔau                               | lala              | kisa                 | ʔopi                       | ama        |
| Dagan               | Daga                      | iwa                                     | igumewa                          | darinewa                              | yamewa                                           | ginewa          | nodonewa                   | mɛriwa                                |                                   | dɛnip             | kaemewa              | ɛpiwa                      | amewa      |

| familia             | idioma                    | piojo       | perro  | puerco | ave                                             | huevo                        | árbol               | sol                       | luna                                   | agua                         | fuego                                                      | piedra                             | camino               |
| ------------------- | ------------------------- | ----------- | ------ | ------ | ----------------------------------------------- | ---------------------------- | ------------------- | ------------------------- | -------------------------------------- | ---------------------------- | ---------------------------------------------------------- | ---------------------------------- | -------------------- |
| Trans-New Guinea    | Proto-Trans-New Guinea    | *niman      |        |        | *n(e,i); *n(e)i; *n[e]i; *yak; *yaka[i]; *yanem | *maŋgV; *munaka; *mun(a,u)ka | *ida; *inda ~ *iñja | *kamali; *kamuli; *ketana | *kal(a,i)m; *kamali; *takVn; *takVn[V] | *nok; *(n)ok; *ok(u); *ok[V] | *inda; *k(a,e)dap; *k(a,e)(n,d)ap; *kambu; *k(a,o)nd(a,u)p | *kamb(a,u)na; *(na)muna; *[na]muna |                      |
| Goilalan            | Fuyug                     | hi          | ho; oi | ovo    | Nemba; nembe                                    | hulombo                      | i'i                 | evuli                     | hama                                   | ʒu                           | oki                                                        | zo                                 | enamba; inambe       |
| Goilalan            | Tauade                    | dautʰ       | kɔveřa | pɔřu   | kide                                            | mutuwu                       | eata                | vatava                    | ɔne                                    | ipi                          | e'na·m                                                     | evi'ti                             | bɔřiƀařa             |
| Greater Binanderean | Proto-Binandere           |             | *sinә  | *pu    |                                                 | *munju                       | *i                  | *iji; *waeko              | *inua                                  |                              | *awo                                                       | *g{o,e}mb{a,i}(ro)                 | *begata; *esa; *ndai |
| Koiarian            | Proto-Koiarian            | *ʔumu       |        |        | *ugu[fa]                                        | *uni                         | *idí                |                           |                                        |                              | *vené                                                      | *muni                              |                      |
| Kwalean             | Proto-Kwalean (Ross)      | *(n)omo(ne) | *ɣuni  | *aba   | *teboare                                        | *ma(va)                      |                     | *mada                     | *bato                                  | *vou; *wara                  | *ire                                                       | *hadi                              |                      |
| Kwalean             | Proto-Humene-Uare (Usher) | *nɔmɔnɛ     | *ɣo̝ni  | *aba   | *ne̝ni; *t[e̝]b[o̝]ɾ[e̝]                            | *maɣa                        |                     | *maˈda                    | *batɔ                                  | *wɔu                         | *iɾɛ                                                       | *hadi                              | *e̝bi                 |
| Manubaran           | Proto-Manubaran (Ross)    | *gue        | *auna  | *Dona  | *erena                                          | *une-ma                      | *yabo               | *maida(ka)                | *e(y)oʔa; *mohe- (?)                   | *koru                        | *ita                                                       |                                    |                      |
| Manubaran           | Proto-Mount Brown (Usher) | *gu[w]e     | *auna  | *dona  | *eɾena                                          | *unema                       | *jabo               | *me[i]daʔa                | *ejoʔa                                 | *koɾu                        | *ita                                                       | *waʔiga                            | *ida                 |
| Yareban             | Proto-Musa River          | *uʔa        | *kua   | *boɾo  | *gasiɾa; *ada                                   | *baka; *uɾimi                | *ana                | *eweaka                   | *maɾabe; *sakaɾa                       | *adua                        | *inaʔa                                                     | *oma; *gebiɾo                      | *daʔaba              |
| Mailuan             | Mailu (dialectoo Ilai)    | tuma        | dari   | talae  | manu                                            | muruʔu                       | ana                 | nina                      | dovele                                 | ʔaʔama                       | eu                                                         | gomana                             | laea                 |
| Dagan               | Daga                      | kuisin      | eao    | tuan   | nɛnip                                           | bagua                        | oma                 | oam                       | siragam                                | kaum                         | om                                                         |                                    |                      |

| familia             | idioma                    | hombre      | mujer          | nombre             | comer         | uno       | dos             |
| ------------------- | ------------------------- | ----------- | -------------- | ------------------ | ------------- | --------- | --------------- |
| Trans-New Guinea    | Proto-Trans-New Guinea    | *abV; *ambi | *panV; *pan(V) | *ibi; *imbi; *wani | *na; *na-     |           | *ta(l,t)(a,e)   |
| Goilalan            | Fuyug                     | A'a; an     | Amu; amuri     | ifa                | huni nene     | fida      | ʒuvalo          |
| Goilalan            | Tauade                    | baře        | iva            | ape'te             | ɔmei nai      | kɔne      | kupal'iai       |
| Greater Binanderean | Proto-Binandere           | *embә       | *bam{u,o}nә    | *jajo; *jawә       | *ind-; *mind- | *daba     |                 |
| Koiarian            | Proto-Koiarian            |             | *maɣina        | *ifí               | *i-           | *(i,o)gau |                 |
| Kwalean             | Proto-Kwalean (Ross)      | *vaʒe       | *no'ɣone       | *ni                | *anE-         | *teba     | *aheu           |
| Kwalean             | Proto-Humene-Uare (Usher) | *wajɛ       | *nɔgɔnɛ        | *ni                | *an-          | *te̝bɔ     | *ahɛu           |
| Manubaran           | Proto-Manubaran (Ross)    | *amie       |                | *roka              | *iri-         | *yokohi   | *(ye)(ka)ma[nu] |
| Manubaran           | Proto-Mount Brown (Usher) | *ami[j]e    | *ɾema          | *ɾoka              | *iɾi-         | *jokohi   | *[ɾ/j]ema       |
| Yareban             | Proto-Musa River          | *e[ʔe]me    | *aweta         | *ibi               | *it-          | *demu     |                 |
| Mailuan             | Mailu (dialecto Ilai)     | egi         | avesa          | omu                | isiisi        | ʔomu      | ʔava            |
| Dagan               | Daga                      | apan        | oaen           | yaoa               | naiwan        | daiton    | dɛrɛ            |